# ماكس بريغز
ماكس بريغز (بالإنجليزية: Max Briggs)‏ (9 سبتمبر 1948 - ) هو لاعب كرة قدم بريطاني في مركز الوسط. لعب مع نورويتش سيتي.

## وصلات خارجية
- ماكس بريغز على موقع قاعدة بيانات كرة القدم.إي يو (الإنجليزية)